# Diocesi di Ottana

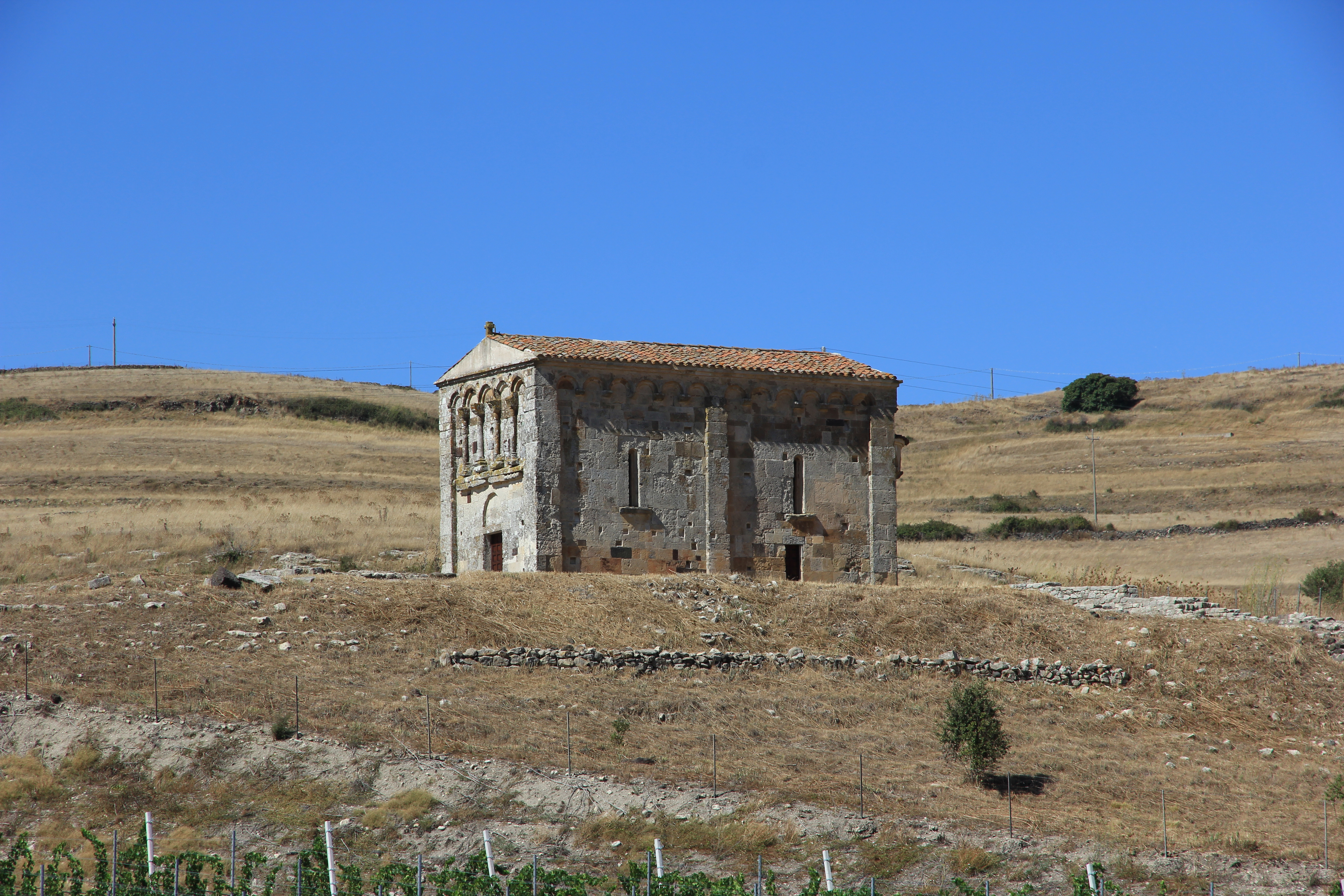
La chiesa camaldolese di San Nicola di Trullas.

Mappa delle diocesi e delle province ecclesiastiche sarde in epoca medievale.

La diocesi di Ottana (in latino Dioecesis Othanensis) è una diocesi soppressa e sede titolare della Chiesa cattolica.

## Territorio
La diocesi, posta al centro della Sardegna, comprendeva il Marghine, parte del Goceano e il Dore, con una parte della Barbagia di Ollolai. Confinava a nord con la diocesi di Castro e l'arcidiocesi di Torres, ad est con le diocesi di Galtellì e di Suelli, a sud con la diocesi di Santa Giusta e ad ovest con quella di Bosa.
Facevano parte della diocesi gli abitati di Macomer, Vivore, Gorore, Molaria, Orticali, Sabuco, Silanus, Dualque, Nuracucuma, Lexay, Golossene, Ottana, Orotelli, Univer, Orane, Suarell, Nuoro, Noroloe, Gossilla, Sporlazo, Illortay e Bortiochoro. Accanto a queste "ville" principali vi era un certo numero di insediamenti minori, attestati dall'XI al XIII secolo, ma in seguito scomparsi in concomitanza con il decremento demografico a partire dalla metà del XIV secolo. La popolazione si aggirava attorno ai 3.000 - 3.500 abitanti.
Sede vescovile era la città di Ottana, dove si trovava la cattedrale di San Nicola, consacrata nel 1160 dal vescovo Zaccaria, come attesta la pergamena originale, ritrovata sotto l'altare maggiore nel 1912, che recita:
Secondo le Rationes decimarum del 1341/1350, la diocesi comprendeva 21 parrocchie.

## Storia
La diocesi di Ottana  fu istituita con tutta probabilità nella seconda metà dell'XI secolo, durante il pontificato di papa Alessandro II (1061-1073), in concomitanza con la generale riorganizzazione della Chiesa sarda, che ha portato all'istituzione di diverse nuove diocesi nell'isola. Il primo vescovo documentato è Giovanni, che prese parte, il 16 dicembre 1112, alla consacrazione dell'abbazia camaldolese della Santissima Trinità di Saccargia. Fin dalla sua istituzione, la diocesi era suffraganea dell'arcidiocesi di Torres.
In occasione della ricostruzione della cattedrale (prima del 1160), la sede fu momentaneamente trasferita a Orotelli; con questo titolo così si firma il vescovo Ugo o Ugone nel 1139 nell'atto di donazione della chiesa di San Pietro di Oddini all'ordine camaldolese.
La riorganizzazione della Chiesa sarda e l'affermarsi della riforma gregoriana nell'isola furono all'origine di una sempre più consistente presenza monastica su tutto il territorio sardo. Nella diocesi di Ottana sono documentati il monastero cistercense di San Lorenzo di Silanus, e quelli camaldolesi di San Nicola di Trullas e di San Pietro di Oddini.
Nel 1473 si celebrò l'unico sinodo diocesano di cui si ha conoscenza, convocato e celebrato dal vescovo Antonio De Alcalá. Gli atti del sinodo ci sono giunti con il nome di Constitutiones, statudos et ordinationes de sa Ecclesia de Ottana, scritti non in latino ma in sardo logudorese. Il testo degli Statuti è particolarmente Interessante per il Capitolo De vita et honestate clericorum, che rappresenta uno spaccato della vita dei chierici sardi e del clero nel XV secolo: essi devono possedere il breviario e recitarlo quotidianamente; è proibito ai sacerdoti vestire come gli uomini di mondo, frequentare le taverne, entrare in chiesa durante le funzioni con armi e sproni ai piedi; è dovere del sacerdote tenere i libri parrocchiali, in particolare quelli delle comunioni, dei matrimoni, dei defunti, dei battesimi e dei conti economici. Tra le altre costituzioni sinodali, è da rilevare l'importanza data alla gestione del patrimonio e della mensa vescovile, e alle regole per un buon rapporto tra il vescovo titolare ed il capitolo diocesano.
L'8 dicembre 1503 fu eretta la diocesi di Alghero con la bolla Aequum reputamus di papa Giulio II, che diede attuazione ad una disposizione del suo predecessore Alessandro VI: con questa bolla il papa sopprimeva le sedi vescovili di Castro e di Bisarcio, che venivano unite a quella di Ottana, il cui vescovo contestualmente trasferiva la sua sede ad Alghero.
L'attuazione di queste disposizioni non furono immediate e sollevarono diverso malumore. Il primo vescovo di Alghero fu Pedro Parente, il quale tuttavia, ancora nel 1512, compare nel Concilio Lateranense V con il titolo di "vescovo di Ottana". Così anche il suo successore, Juan Loaysa. Ed è solo nel 1543, durante l'episcopato di Pedro Vaguer, che si ebbe la formale presa di possesso da parte del vescovo di Alghero delle antiche sedi di Castro, di Bisarcio e di Ottana. Ma i malumori dovettero continuare ancora a lungo, perché nel 1572 papa Gregorio XIII dovette intervenire per confermare e ribadire la soppressione delle antiche sedi episcopali.
Il 31 dicembre 1938, con decreto della Congregazione Concistoriale, il comune di Ottana fu scorporato dalla diocesi di Alghero e annesso alla giurisdizione della diocesi di Nuoro.
Dal 2004 Ottana è annoverata tra le sedi vescovili titolari della Chiesa cattolica; dall'8 dicembre 2023 il vescovo titolare è Efren Veridiano Esmilla, vescovo ausiliare di Filadelfia.

## Cronotassi

### Vescovi
- Giovanni † (menzionato nel 1112)
- Omodeo, O.S.B. † (menzionato nel 1127)
- Ugo o Ugone † (menzionato nel 1139)
- Zaccaria † (prima del 1160 - dopo il 1170)
- V. o U. † (menzionato nel 1176)
- Giovanni † (menzionato nel 1179)
- Gregorio † (menzionato nel 1205)
- Anonimo † (menzionato nel 1215)
- Anonimo † (menzionato nel 1226)
- Costantino † (prima del 1231 - dopo il 1237)
- Antonio † (menzionato nel 1307)
- Gonario † (menzionato nel 1331)[2]
- Silvestro, O.F.M. † (prima del 1340  - circa 1344 deceduto)
- Francesco † (13 giugno 1344  - ? deceduto)
- Pietro di Butrinto, O.F.M. † (13 febbraio 1355  - ? deceduto)
- Arnaldo Simone, O.P. † (14 gennaio 1359  - 28 agosto 1387[3] deceduto)
- Obbedienza avignonese:
  - Giovanni Lavoratore, O.F.M. † (16 aprile 1386  - ? dimesso)[4]
  - Gerardo di Bisarchio, O.Carm. † (21 novembre 1390  - 28 agosto 1402 nominato vescovo di Betlemme)
- Obbedienza romana:
  - Domenico † (26 maggio 1386 - ?)
  - Giovanni † (26 giugno 1388 - ?)
  - Nicola † (3 settembre 1389 - 14 giugno 1400 nominato vescovo di Sorres)
- Biagio Spano † (14 giugno 1400 - dopo il 1422 deceduto)
- Simone Manca, O.S.B.Vall. † (11 febbraio 1429 - 1454 deceduto)
- Giovanni de Sallinis, O.F.M. † (31 maggio 1454 - 17 giugno 1471 nominato vescovo di Bosa)
- Antonio di Alcalá[5], O.F.M. † (25 agosto 1472 - 1474 deceduto)
- Gerolamo di Setgi, O.F.M. † (8 settembre 1474 - circa 1480 deceduto)
- Ludovico Camanyas, O.F.M. † (7 febbraio 1481 - 1483 deceduto)
- Domenico di Milia † (11 settembre 1483 - 1501 deceduto)
- Juan Perez del Castillo † (23 luglio 1501 - 1503 deceduto)
  - Sede trasferita ad Alghero

### Vescovi titolari
- Lorenzo Ghizzoni (17 febbraio 2006 - 17 novembre 2012 nominato arcivescovo di Ravenna-Cervia)
- Piotr Sawczuk (19 gennaio 2013 - 17 giugno 2019 nominato vescovo di Drohiczyn)
- Efren Veridiano Esmilla, dall'8 dicembre 2023